# Triangulacja (sensoryka)
Triangulacja jest metodą pomiaru odległości za pomocą dalmierza optycznego (laserowego). Składa się on ze źródła światła (nadajnik) i odbiornika - obiektywu (za którym znajduje się matryca CCD lub linijka CCD) o znanym wzajemnym położeniu i nierównoległych osiach optycznych. Odbiornik oddalony jest od nadajnika o stałą odległość zwaną bazą (b) i nachylony jest pod kątem α. Wiązka światła odbita od przedmiotu w odległości r pada na detektor CCD za obiektywem odbiornika. Znając ogniskową obiektywu oraz miejsce padania wiązki światła na detektor (dx) możemy wyznaczyć odległość od obiektu:
{\displaystyle r={\frac {b}{{\frac {dx}{f}}+{\frac {1}{tg\alpha }}}}}
gdzie:
r - odległość od przedmiotu
b - baza dalmierza
f - ogniskowa
α - kąt nachylenia nadajnika
dx - miejsce padania wiązki światła na detektor CCD